# The Mask (videogioco)
The Mask è un videogioco per Super Nintendo del 1995, basato sull'omonimo film dell'anno prima, sviluppato e distribuito da Black Pearl Software.

## Modalità di gioco
Il giocatore controlla Stanley Ipkiss, un pacifico impiegato di banca che si trasforma nel personaggio dopo aver trovato una maschera verde di Loki. Il giocatore deve attraversare diversi livelli: un appartamento, un quartiere, una banca (sia fuori che dentro), un parco, una prigione e un night club (dove deve combattere la sua nemesi malvagia, Dorian, che indossa anch'egli una maschera).
Se il giocatore perde punti salute ritorna ad essere Ipkiss, indossando il pigiama.